# شهرستان قوسار
قوسار (به لاتین: Qusar) نام بخشی در شمال شرقی جمهوری آذربایجان است و با داغستان روسیه هم مرز است. این بخش ۱۵۴۰ کیلومتر مربع وسعت و جمعیتی بالغ بر ۹۰۰۰۰ نفر دارد که بیش‌تر این شهر را لزگی‌ها تشکیل می‌دهند.

## تاریخ
این شهرستان در سال ۱۹۳۰ میلادی ایجاد شد. نام آن تا سال ۱۹۳۸ شهرستان هیل (Hil rayonu) بود.

## نگارخانه

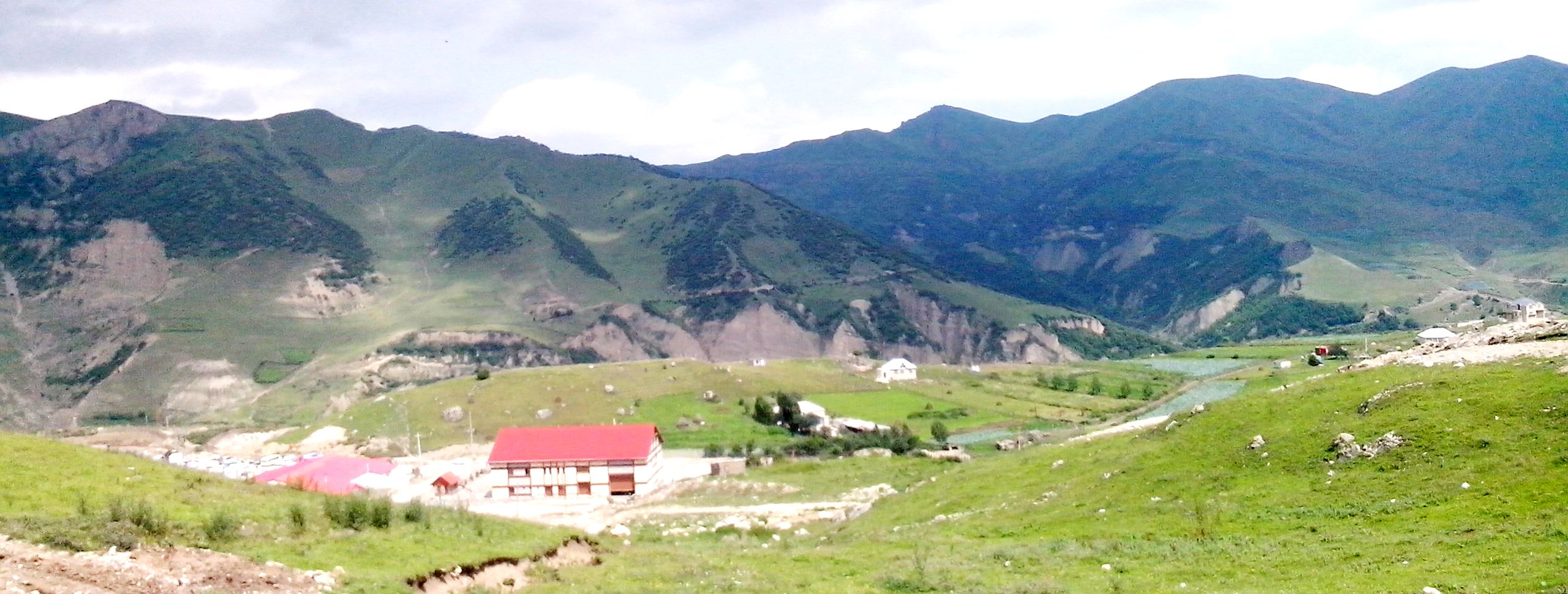
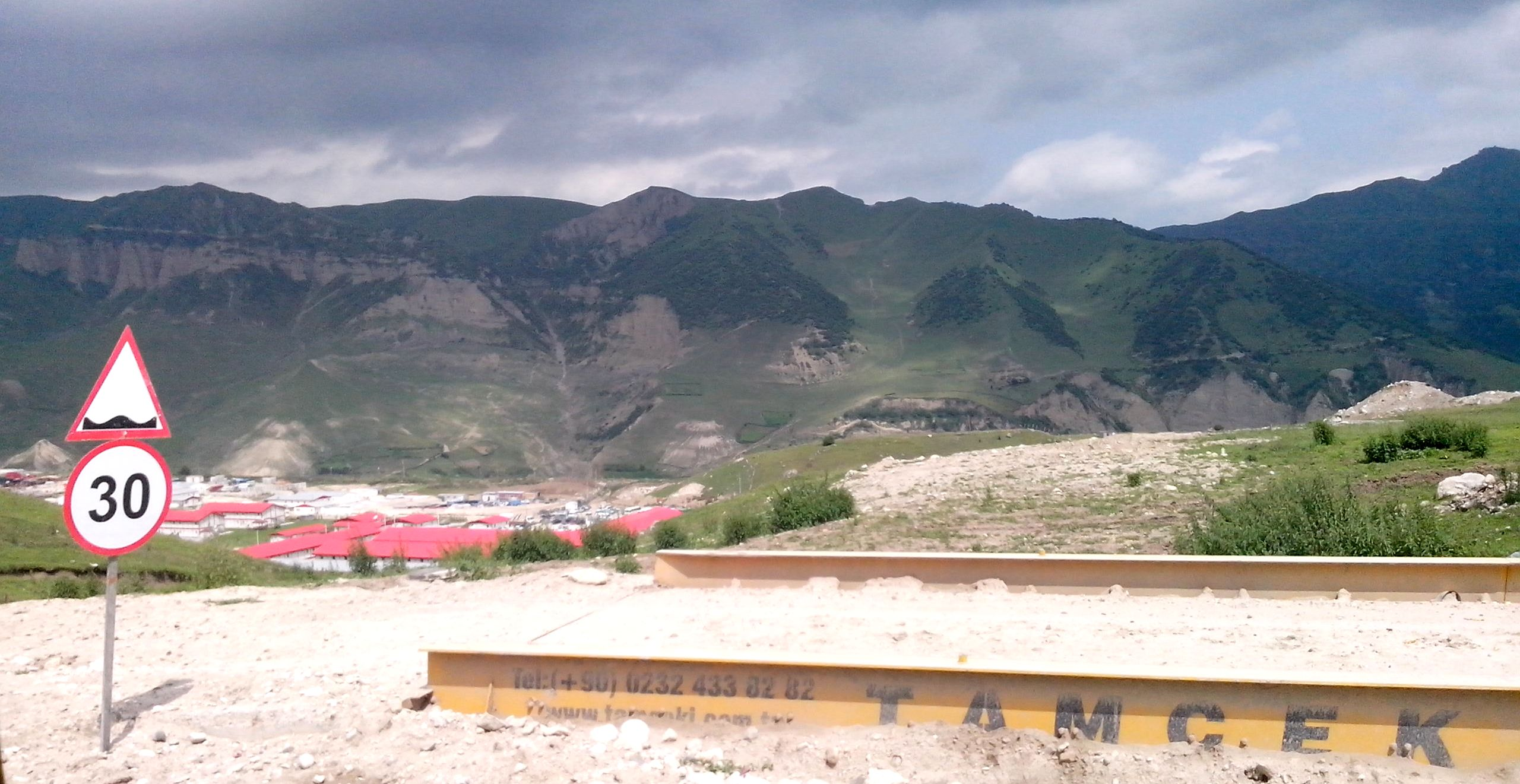
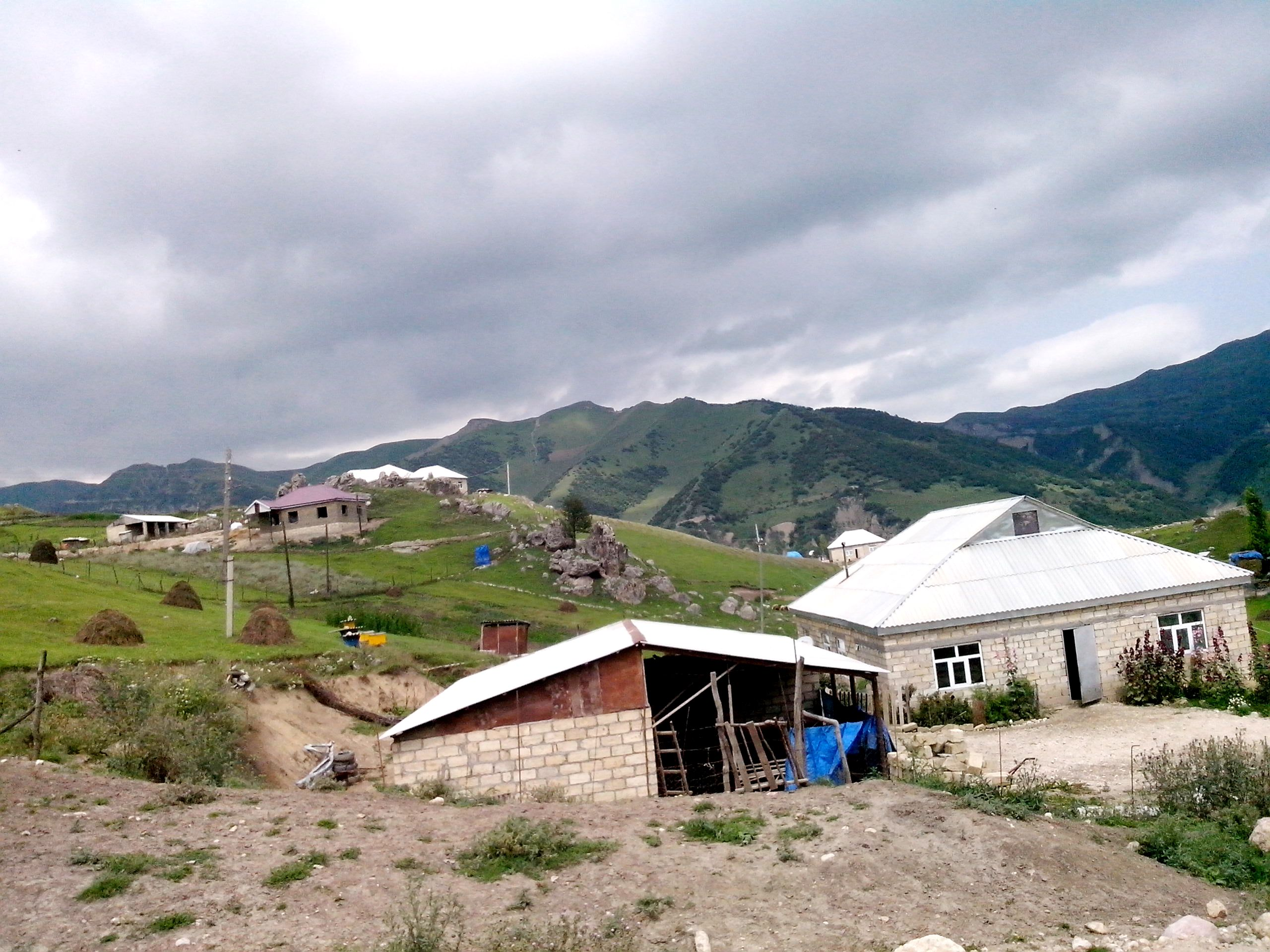
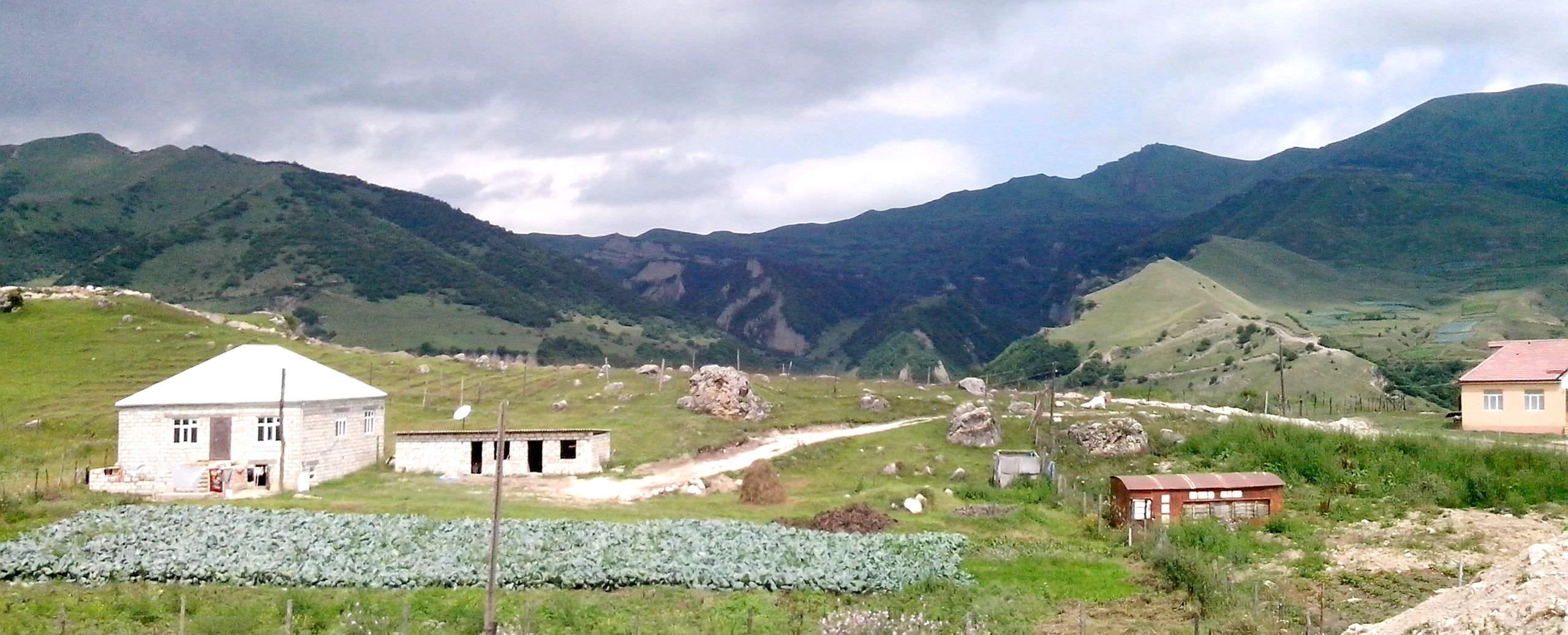
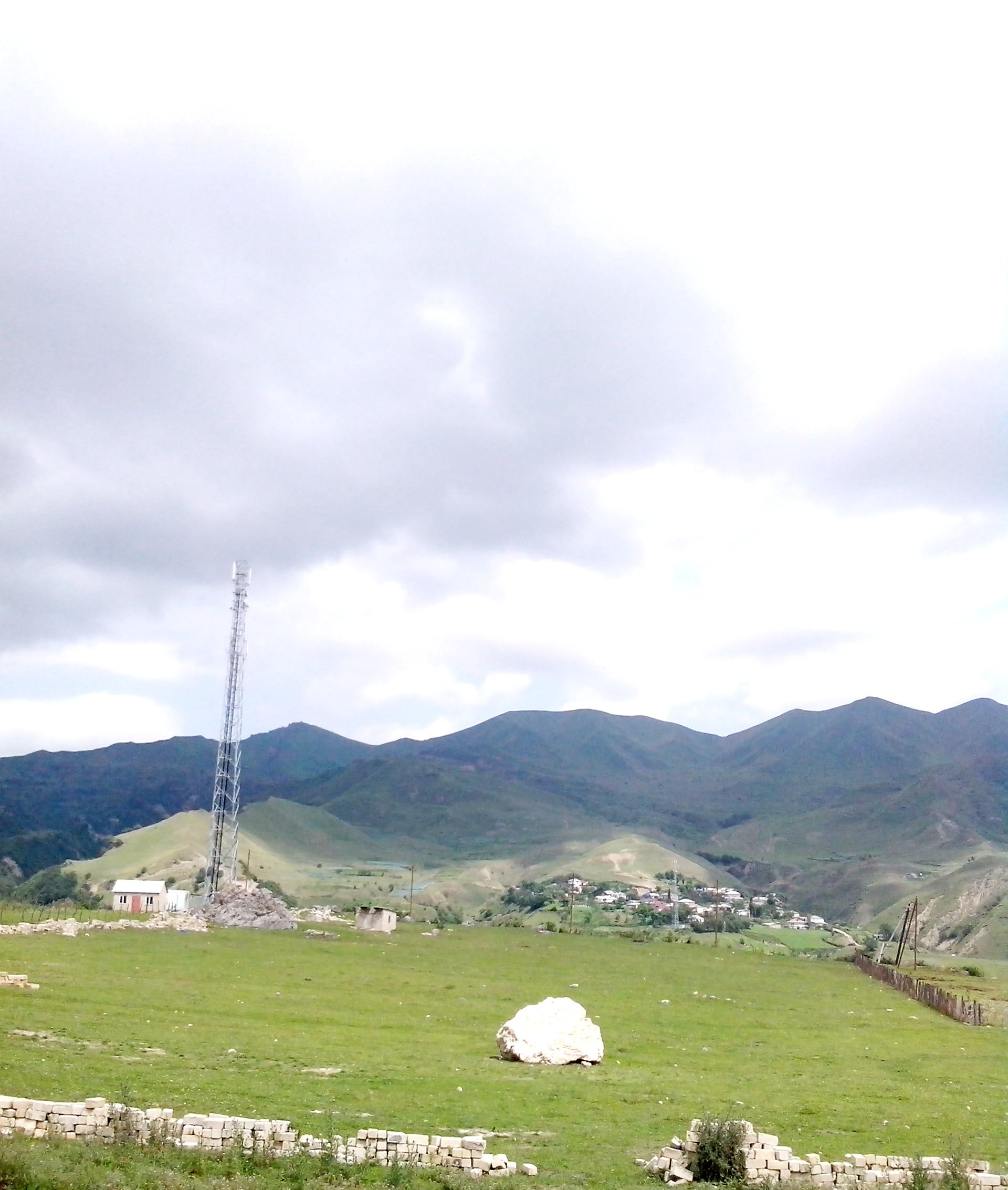
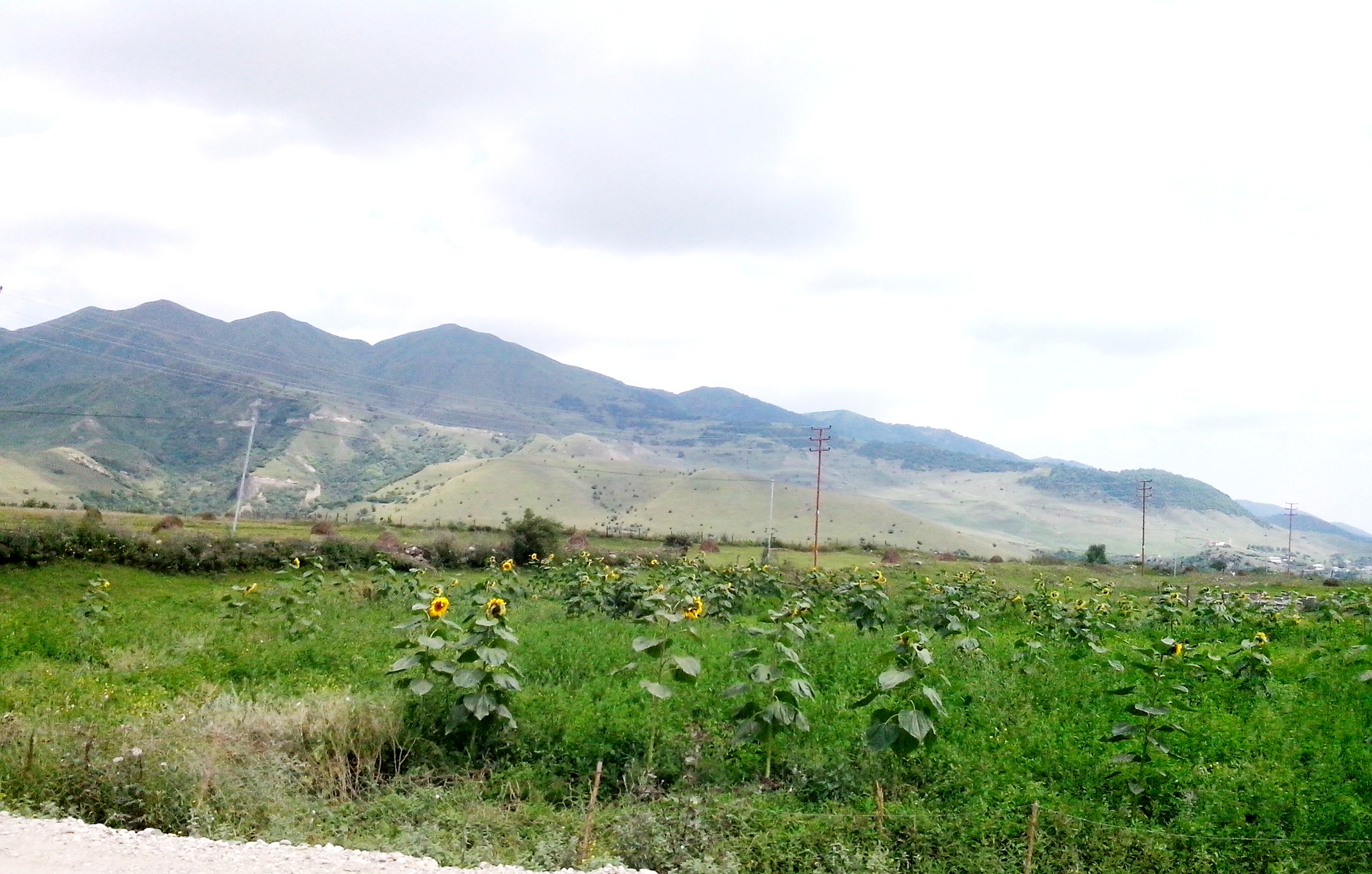
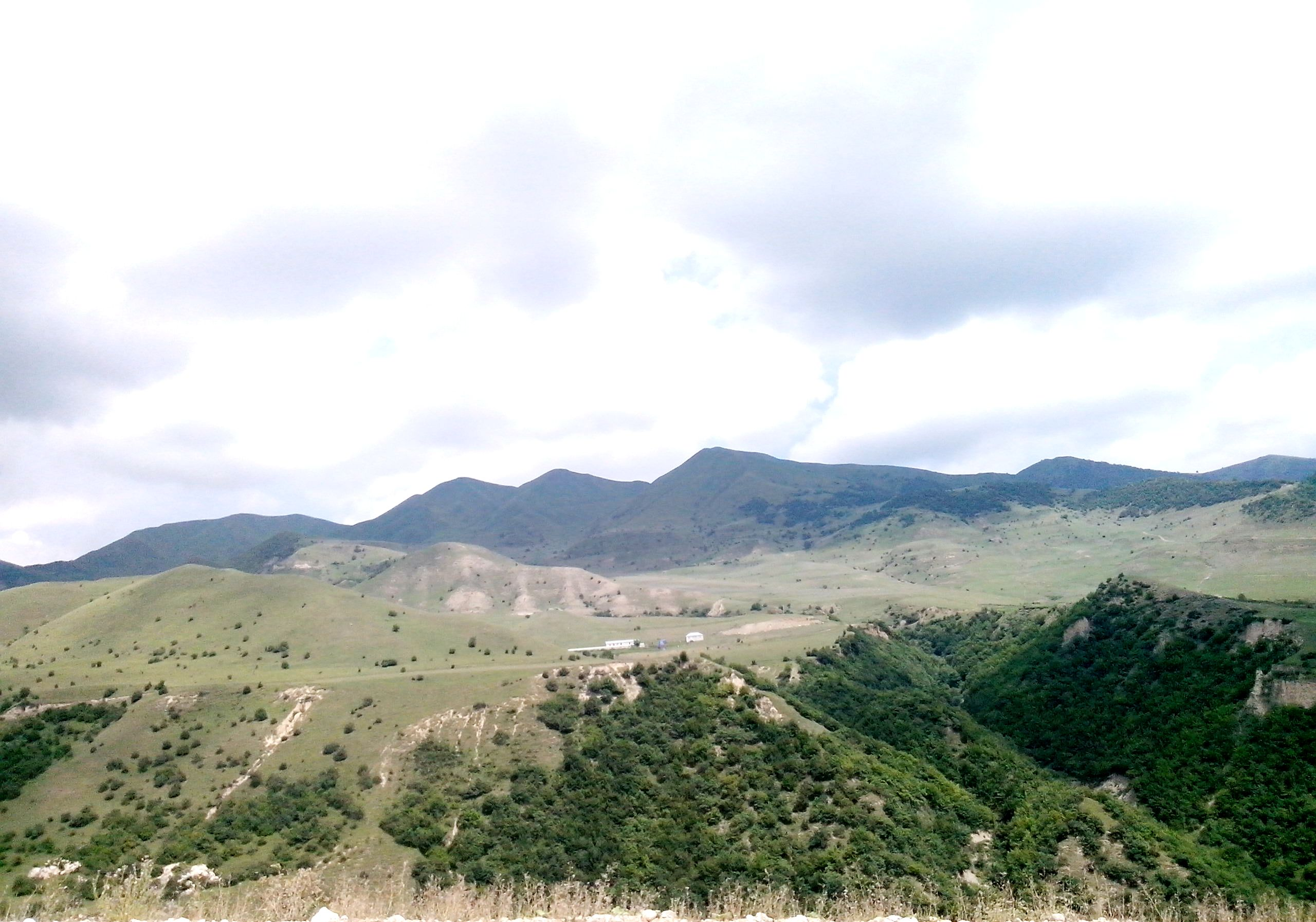
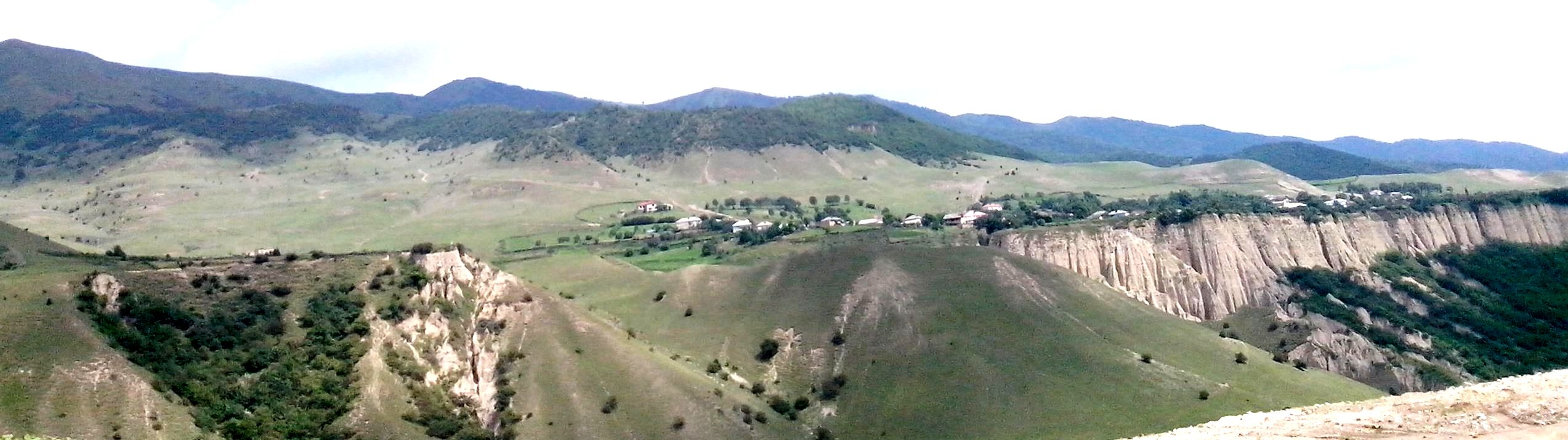